# The Raspberry Jams
| Recensione | Giudizio |
| ---------- | -------- |
| AllMusic   | [ 1 ]    |

The Raspberry Jams una raccolta del chitarrista statunitense Jason Becker, pubblicata il 5 ottobre 1999 dalla Shrapnel Records. È una raccolta di demo, canzoni e idee sulla chitarra.

## Tracce
Musiche di Jason Becker, eccetto dove indicato.
1. Becker-Ola – 3:50
2. Mandy's Throbbing Heart – 1:22
3. Amma – 0:46
4. When You Wish Upon a Star – 1:54
5. Jasin Street – 4:08
6. Beatle Grubs – 2:41
7. Grilled Peeps – 1:20
8. If You Have to Shoot... Shoot-Don't Talk – 5:03
9. Purple Chewable Fern – 2:37
10. Black Stallion Jam – 3:15 (musica: Jason Becker, Marty Friedman)
11. Amarnath – 0:36
12. Angel Eyes – 3:12
13. Throat Hole – 1:50
14. Dang Sea of Samsara – 4:24
15. Urmila – 2:11
16. Thousand Million Suns – 5:27
17. Clean Solo – 3:05
18. Too Fast, No Good for You! – 0:45
19. Sweet Baboon – 1:36
20. Shock Tea – 1:07
21. Ghost to the Post – 4:37
22. Blood on the Traches – 2:11
23. Oddly Enough – 2:07
24. Crush – 0:26
25. Vocal Silliness – 0:34

Durata totale: 61:04

## Formazione
- Jason Becker – chitarra elettrica, tastiere, arrangiamenti, voce
- Ehren Becker – basso elettrico, voce
- Marty Friedman – chitarra elettrica

### Produzione
- Jason Becker – produzione, design
- Gary Becker – copertina
- Ross Pelton – fotografia
- Dave Stephens – design
- Mike Varney – produzione esecutiva
- Christopher Ash – mastering
- Mike Bemesderfer – mastering